# Celeron Dual Core

Il logo dal 1º aprile 2009

Con il marchio Celeron Dual Core Intel indica la seconda generazione di processori destinati alla fascia più economica del mercato e basati sull'architettura Intel Core Microarchitecture, successiva alla NetBurst, arrivata sul mercato il 20 gennaio 2008.

## I primi Celeron con due core
Al momento della presentazione della nuova architettura "Core", avvenuta nel corso del 2006, Intel rinnovò anche il marchio Celeron, storicamente utilizzato per indicare le proprie CPU di fascia bassa, andando a sostituire il precedente Celeron D (basato però sulla vecchia architettura NetBurst) con il nuovo Celeron (serie xxx), così da uniformare l'architettura dei propri processori in tutti i settori di mercato. Pur essendo basati sulla nuova architettura che è nativamente dual core, i nuovi Celeron (serie xxx) rimanevano però ancora processori single core, e questo li penalizzava decisamente nei confronti dei Pentium Dual Core, che avevano costi solo leggermente superiori ma offrivano prestazioni decisamente migliori (anche i Pentium Dual Core, da non confondere con i Pentium D, sono basati sull'architettura "Core").
Per colmare tale lacuna Intel ha introdotto all'inizio del 2008 i primi Celeron Dual Core che come il nome lascia facilmente intuire sono i primi processori commercializzati con tale marchio ad essere comunque dual core; si tratta di una svolta per certi versi storica da parte della casa produttrice che ha finalmente iniziato l'abbandono di tutte le soluzioni single core.

## Caratteristiche tecniche
La CPU Celeron Dual Core è ancora basata sul core Conroe-L già utilizzato per i Celeron (serie xxx), ma soprattutto dai Pentium Dual Core, con i quali il Celeron Dual Core condivide la gran parte delle caratteristiche.
Il processo produttivo è ovviamente quello a 65 nm e il processore è realizzato mediante l'approccio a Die Monolitico, mentre il socket è rimasto l'ormai storico 775, utilizzato per tutti i processori della fascia desktop a partire dal Pentium 4 Prescott. Il bus è ancora quello a 800 MHz ma il consumo massimo sale a 65 W, circa il doppio delle precedenti soluzioni, ma giustificato dalla presenza di 2 core.
Ancora una volta sono presenti le istruzioni MMX, SSE, SSE2, SSE3, EM64T e XD-bit. Non sono invece supportate la tecnologie di virtualizzazione Vanderpool e quella di risparmio energetico SpeedStep, come del resto è sempre accaduto nelle soluzioni Celeron.

### Differenze tra Celeron Dual Core e Pentium Dual Core
Ora che anche i Celeron sono diventati dual core, le differenze rispetto ai Pentium Dual Core si sono ridotte solo al diverso quantitativo di cache L2, che nei Celeron Dual Core è dimezzata e pari quindi a 512 KB contro 1 MB dei Pentium Dual Core, e alla presenza in questi ultimi della tecnologia di risparmio energetico SpeedStep.
Data la forte somiglianza dei 2 progetti, anche il processor number dei nuovi processori si è adeguato a quello dei Pentium Dual Core, passando dalle vecchie 3 cifre a una lettera più 4 cifre. I nuovi Celeron Dual Core vengono identificati dalla serie E1xxx (i Pentium Dual Core invece appartengono alla serie E2xxx).

## Prezzi delle varie versioni
Di seguito i prezzi iniziali:
- Celeron E1200 - 54 $

Ad aprile 2008 e arrivato anche un modello più potente e contemporaneamente l'E1200 è sceso a 43 $:
- Celeron E1400 - 54 $

A novembre 2008 è arrivata anche una versione più potente:
- Celeron E1500 - 54 $

e successivamente, anche:
- Celeron E1600 - 54 $

Nel terzo trimestre 2009 arrivano anche i nuovi Celeron Dual Core serie E3xxx basati sul core Wolfdale-L (derivato dal core Wolfdale) e realizzati a 45 nm; essi saranno inoltre dotati di un quantitativo doppio di cache L2:
- Celeron E3200 - clock di 2,4 GHz, BUS a 800 MHz, 1 MB di cache L2, 65 W, Vanderpool, SpeedStep, XD-bit, EM64T.
- Celeron E3300 - clock di 2,5 GHz, BUS a 800 MHz, 1 MB di cache L2, 65 W, Vanderpool, SpeedStep, XD-bit, EM64T.

## Modelli
La tabella seguente mostra i modelli di Celeron Dual Core arrivati sul mercato. Molti di questi condividono caratteristiche comuni pur essendo basati su diversi core; per questo motivo, allo scopo di rendere maggiormente evidente tali affinità e "alleggerire" la visualizzazione alcune colonne mostrano un valore comune a più righe. Di seguito anche una legenda dei termini (alcuni abbreviati) usati per l'intestazione delle colonne:
- Nome Commerciale: si intende il nome con cui è stato immesso in commercio quel particolare esemplare.
- Data: si intende la data di immissione sul mercato di quel particolare esemplare.
- Socket: lo zoccolo della scheda madre in cui viene inserito il processore. In questo caso il numero rappresenta oltre al nome anche il numero dei pin di contatto.
- N°Core: si intende il numero di core montati sul package: 1 se "single core" o 2 se "dual core".
- Clock: la frequenza di funzionamento del processore.
- Molt.: sta per "Moltiplicatore" ovvero il fattore di moltiplicazione per il quale bisogna moltiplicare la frequenza di bus per ottenere la frequenza del processore.
- Pr.Prod.: sta per "Processo produttivo" e indica tipicamente la dimensione dei gate dei transistors (180 nm, 130 nm, 90 nm) e il numero di transistor integrati nel processore espresso in milioni.
- Voltag.: sta per "Voltaggio" e indica la tensione di alimentazione del processore.
- Watt: si intende il consumo massimo di quel particolare esemplare.
- Bus: frequenza del bus di sistema.
- Cache: dimensione delle cache di 1º e 2º livello.
- XD: sta per "XD-bit" e indica l'implementazione della tecnologia di sicurezza che evita l'esecuzione di codice malevolo sul computer.
- 64: sta per "EM64T" e indica l'implementazione della tecnologia a 64 bit di Intel.
- HT: sta per "Hyper-Threading" e indica l'implementazione della esclusiva tecnologia Intel che consente al sistema operativo di vedere 2 core logici.
- ST: sta per "SpeedStep Technology" ovvero la tecnologia di risparmio energetico sviluppata da Intel e inserita negli ultimi Pentium 4 Prescott serie 6xx per contenere il consumo massimo.
- VT: sta per "Vanderpool Technology", la tecnologia di virtualizzazione che rende possibile l'esecuzione simultanea di più sistemi operativi differenti contemporaneamente.
- Core: si intende il nome in codice del progetto alla base di quel particolare esemplare.

| Nome comm.    | Data        | Socket | N°Core | Clock   | Molt. | Pr.prod. | Voltag. | Watt | Bus     | Cache            | XD | 64 | HT | ST | VT | Core     |
| ------------- | ----------- | ------ | ------ | ------- | ----- | -------- | ------- | ---- | ------- | ---------------- | -- | -- | -- | -- | -- | -------- |
| Celeron E1200 | 20/gen/2008 | 775    | 2      | 1,6 GHz | 8x    | 65 nm    | 1,21 V  | 65 W | 800 MHz | L1=64KB L2=512KB | Sì | Sì | No | No | No | Conroe-L |
| Celeron E1400 | 22/apr/2008 | 775    | 2      | 2 GHz   | 10x   | 65 nm    | 1,21 V  | 65 W | 800 MHz | L1=64KB L2=512KB | Sì | Sì | No | No | No | Conroe-L |
| Celeron E1500 | 30/nov/2008 | 775    | 2      | 2,2 GHz | 11x   | 65 nm    | 1,21 V  | 65 W | 800 MHz | L1=64KB L2=512KB | Sì | Sì | No | No | No | Conroe-L |
| Celeron E1600 | N.A.        | 775    | 2      | 2,4 GHz | 12x   | 65 nm    | 1,21 V  | 65 W | 800 MHz | L1=64KB L2=512KB | Sì | Sì | No | No | No | Conroe-L |

## Sostituzione del Celeron con il Dual Core
Al momento del lancio di queste nuove CPU, Intel ha immediatamente manifestato l'intenzione di sostituire progressivamente le soluzioni Celeron (serie xxx). Sembra che nel secondo trimestre Intel sospenderà la produzione del modello 420 e anche del primo Celeron Dual Core, l'E1200 citato sopra, per lasciare il campo al Celeron E1400, e ai precedenti Celeron 440 e 430. Nel secondo trimestre del 2009 dovrebbe cessare definitivamente la produzione di tutti i processori single core.